# Helena Aubry
Helena Aubry es una deportista francesa que compitió en ciclismo en la modalidad de BMX. Ganó una medalla de oro en el Campeonato Europeo de Ciclismo BMX de 2002.

## Palmarés internacional
| Campeonato Europeo | Campeonato Europeo   | Campeonato Europeo | Campeonato Europeo |
| Año                | Lugar                | Medalla            | Competición        |
| ------------------ | -------------------- | ------------------ | ------------------ |
| 2002               | Esselbach (Alemania) | Medalla de oro     | Carrera            |